# Joy – Alles außer gewöhnlich
Joy – Alles außer gewöhnlich (Originaltitel: Joy) ist eine US-amerikanische Filmbiografie aus dem Jahr 2015. Regie führte David O. Russell, der auch zusammen mit Annie Mumolo das Drehbuch schrieb. Die Tragikomödie erzählt über vier Stationen die Erfolgsgeschichte von Joy Mangano, die zu einer der erfolgreichsten Unternehmerinnen der Vereinigten Staaten wird. Die Premiere in den US-Kinos fand am 25. Dezember 2015 statt. In Deutschland war der Filmstart am 31. Dezember 2015 und in Österreich am 1. Januar 2016.

## Handlung
Zu Beginn des Films arbeitet Joy Mangano am Flughafen von Long Beach und kümmert sich um ihre Familie. Ihr Vater Rudy trennt sich von seiner Freundin und zieht zurück in den Keller von Joys Haus, wo auch ihr Ex-Mann Tony wohnt. In dem Haus leben außerdem Joys Mutter, die sich in Seifenopern flüchtet und kaum noch ihr Bett verlässt, Joys Kinder und ihre Großmutter.
Von den Träumen und dem Erfindergeist ihrer Kindheit hat sich die junge Frau längst verabschiedet, was ihr zunehmend bewusst wird. Als sie die Idee für einen neuen Mopp hat, der das lästige Auswringen per Hand überflüssig macht, verfolgt sie daher hartnäckig die Realisierung ihrer Erfindung. Von der neuen Freundin ihres Vaters, der reichen Unternehmerwitwe Trudy, erhält Joy ein Darlehen. Auf den Rat von Trudys Anwalt und ihrer Familie hin, zahlt Joy an einen Unternehmer aus Texas eine Patentgebühr, da ein ähnlicher Mopp bereits patentiert sein soll. Der Unternehmer wird zugleich Produzent der benötigten Teile des neuen Mopps. Kritische Nachfragen von Tony, ob eine solche Situation üblich sei, werden von Joys Familie abgewiegelt.
Nach der Fertigstellung des „Miracle Mop“ stößt Joy auf der Suche nach Vertriebsmöglichkeiten auf den Teleshoppingsender QVC. Der Senderchef Neil Walker nimmt Joys Mopp ins Programm und sie lässt dafür 50.000 Exemplare vorproduzieren. Um die Kosten zu decken, muss Joy eine zweite Hypothek auf ihr Haus aufnehmen. Die Fernsehpräsentation durch einen unmotivierten Verkäufer gerät jedoch zum Desaster. Daraufhin setzt Joy bei Neil durch, den Mopp noch einmal selbst im Fernsehen präsentieren zu dürfen. Das Produkt avanciert zum Verkaufsschlager.
Doch nur kurze Zeit später muss Joy mehrere Rückschläge einstecken. Ihre Großmutter stirbt und es folgen weitere geschäftliche Probleme. Der Produzent ihres Mopps schickt ständig überhöhte Rechnungen, die Joys Halbschwester ohne ihre Erlaubnis begleicht. Joy reist nach Kalifornien, um mit dem Produktionsleiter zu sprechen. In der Fabrik entdeckt sie, dass man hier versucht ihr Patent zu stehlen. Der Produktionsleiter lässt Joy daraufhin wegen Hausfriedensbruchs verhaften. Es stellt sich heraus, dass Trudys Anwalt kaum mit Patentrecht vertraut ist und dass Joy durch die Nachzahlungen, die ihre Schwester geleistet hat, so gut wie keine Möglichkeiten mehr hat, gegen die Verletzung ihres Patents vorzugehen.
Ihre Familie drängt sie, Insolvenz anzumelden. Doch danach entdeckt Joy, dass sie von dem Unternehmer aus Texas von Beginn an betrogen wurde. Das bestehende Patent auf einen anderen Mopp hat keinerlei Ähnlichkeiten mit ihrem eigenen und der Erfinder des anderen Mopps weiß zudem nichts davon, dass von Joy eine Patentgebühr gezahlt wurde. Sie stellt den Unternehmer in Texas zur Rede und erreicht eine Rückzahlung plus Zinsen sowie die Rückgabe ihrer Pläne und Formen. Triumphierend geht Joy die Straße entlang und der Film zeigt ihre Zukunft als erfolgreiche Unternehmerin.

## Hintergrund
Im Januar 2014 befand sich Regisseur David O. Russell in ersten Gesprächen mit 20th Century Fox für einen Film über die bemerkenswerte Lebensgeschichte der US-amerikanischen Erfinderin und Unternehmerin Joy Mangano. Die Hauptrolle besetzte er mit Jennifer Lawrence, das Drehbuch stammt von Annie Mumolo. Es ist bereits die dritte Zusammenarbeit zwischen Russell und Lawrence nach Silver Linings (2012) und American Hustle (2013). In einem Interview im November 2014 gab Russell an, er empfinde es als „eine große Chance“, etwas zu tun, was weder Lawrence noch er bisher getan hätten.
Das Casting dauerte von November 2014 bis Februar 2015. Für die weiteren Rollen wurden unter anderem Robert De Niro und Bradley Cooper engagiert, mit denen Russell ebenfalls bereits bei seinen vorherigen zwei Filmen zusammengearbeitet hatte. Die jüngere Version der Hauptfigur wurde mit der aus der ABC-Serie The Neighbors bekannten Jungschauspielerin Isabella Cramp besetzt. Die Dreharbeiten begannen im Februar 2015 in Boston und dauerten bis April 2015. Weitere Drehorte in Massachusetts waren Wilmington, North Reading, Winchester, Lynn und Haverhill.
Die Premiere in den US-Kinos fand am 25. Dezember 2015 statt. Am Startwochenende nahm der Film mehr als 17 Millionen US-Dollar ein und belegte damit nach Star Wars: Das Erwachen der Macht und Daddy’s Home – Ein Vater zu viel den dritten Platz der Kinocharts. Bei einem Filmbudget von 60 Millionen US-Dollar belaufen sich die Gesamteinnahmen bis Anfang Januar 2016 auf fast 41 Millionen Dollar, wobei davon über 38 Millionen aus den USA kommen. In Deutschland war der Filmstart am 31. Dezember 2015 und in Österreich am 1. Januar 2016.

## Synchronisation
Die Film- & Fernseh-Synchron in Berlin gab die Vertonung in Auftrag. Alexander Löwe schrieb das Dialogbuch, Joachim Tennstedt führte die Dialogregie.
| Rolle        | Schauspieler        | Synchronsprecher         |
| ------------ | ------------------- | ------------------------ |
| Joy Mangano  | Jennifer Lawrence   | Maria Koschny            |
| Rudy Mangano | Robert De Niro      | Christian Brückner       |
| Tony Miranne | Édgar Ramírez       | Carlos Lobo              |
| Mimi         | Diane Ladd          | Kerstin Sanders-Dornseif |
| Carrie       | Virginia Madsen     | Andrea Aust              |
| Trudi        | Isabella Rossellini | Susanna Bonasewicz       |
| Neil Walker  | Bradley Cooper      | Tobias Kluckert          |
| Jackie       | Dascha Polanco      | Maja Maneiro             |
| Peggy        | Elisabeth Röhm      | Victoria Sturm           |
| Danica       | Susan Lucci         | Traudel Sperber          |
| Clarinda     | Laura Wright        | Maud Ackermann           |
| Toussaint    | Jimmy Jean-Louis    | François Smesny          |
| junge Joy    | Isabella Cramp      | Jada Zech                |
| Joan Rivers  | Melissa Rivers      | Christin Marquitan       |

## Rezeption
Der Film erhielt überwiegend gemischte Kritiken. Bei Metacritic erhielt der Film einen Metascore von 56/100 basierend auf 48 Rezensionen, bei Rotten Tomatoes waren 60 Prozent der 274 Rezensionen positiv. Zusammenfassend schreibt man dort, der Film werde „hauptsächlich von Jennifer Lawrence getragen, auch wenn es Regisseur David O. Russell nur vereinzelt gelinge, die Emotionen der Hauptfigur zu entfachen“.
Die Deutsche Film- und Medienbewertung verlieh dem Film das Prädikat „besonders wertvoll“ und beschrieb den Film als „unterhaltsam ergreifend“. Er verbinde „sehr gekonnt“ das Tragische mit dem Komischen.

## Auszeichnungen
Critics’ Choice Movie Awards Jan. 2016
- Nominierung in der Kategorie Beste Komödie
- Nominierung in der Kategorie Beste Hauptdarstellerin für Jennifer Lawrence
- Nominierung in der Kategorie Beste Schauspielerin in einer Komödie für Jennifer Lawrence

Golden Globe Awards 2016
- Auszeichnung in der Kategorie Beste Hauptdarstellerin – Komödie oder Musical für Jennifer Lawrence
- Nominierung in der Kategorie Bester Film – Komödie oder Musical für David O. Russell

Oscarverleihung 2016
- Nominierung in der Kategorie Beste Hauptdarstellerin für Jennifer Lawrence

MTV Movie Awards 2016
- Nominierung in der Kategorie Beste Schauspielerin für Jennifer Lawrence
- Nominierung in der Kategorie Beste wahre Geschichte